# نادين بايلر
نادين بايلر (بالألمانية: Nadine Beiler)‏ هي مغنية نمساوية تشتهر بغناء آر أند بي و السول و البوب، وُلدت في السابع والعشرين من مايو لعام 1990 في إنسبروك في النمسا. اشتهرت بايلر في عام 2007 عندما فازت بلقب الموسم الثالث من برنامج المواهب الغنائي النمساوي شتارمانيا (Starmania) و كذلك حصدت المركز الثامن عشر في مسابقة الأغنية الأوروبية لعام 2011.

## حياتها
نشأت بايلر في إنسبروك في ولاية تيرول النمساوية مع والدها الذي كان طبيبًا و والدتها التي كانت تعمل في مجال التدليك و أختها دينيس. حصلت باير على شهادة الثانوية من إحدى المدارس الموسيقية في إنسبروك. و كانت باير تمارس موهبتها الموسيقية بجانب الدراسة، فوفقًا لتصريحاتها فقد كانت تغني في الأعياد وحفلات الأعراس.

## حياتها المهنية
اشتركت بايلر في صيف عام 2006 في تجارب أداء برنامج المواهب الغنائي النمساوي شتارمانيا (Starmania) في تيرول لتصبح أصغر متسابقة في البرنامج، وفي السادس من عشرين من يناير لعام 2007 فازت بنهائيات البرنامج مُتغلبة على كل من توماس نيوفيرت و جيرنوت باخنج، فقد حصلت في التصويت الآخير على 68 بالمئة من الأصوات ضد توماس نيوفيرت.
و صدر في العام ذاته أول أغنيتين فرديتين لها ثم أنهت جولتها الغنائية لهذا العام في الخريف من خلال حفلة موسيقية لها في فيينا.
في عام 2010 بدأت دراسة القانون في إنسبروك.
لم تصدر بايلر أية أغنية حتى عام 2010 عندما رُشحت لتجارب الأداء الخاصة بمسابقة الأغنية الأوروبية لعام 2011، وقد نجحت في تجارب الأداء لتمثل النمسا في المسابقة. و فازت أغنية السر هو الحب (The Secret Is Love) التي أصدرتها في الرابع عشر من مايو لعام 2011 بالمركز الثامن عشر في مسابقة الأغنية الأوروبية.
غنت بايلر دور ماريا مجديلينا في معزوفة يسوع المسيح سوبر ستار في عام 2015 والتي عُرضت على مسرح رياموند في فيينا.
في عام 2016 غنت بايلر بالاشتراك مع المغني النمساوي ماركوس شتاينر أغنية بعنوان دعهم يطيرون (Let them fly) والتي تم عزفها في الرابع عشر من يناير لعام 2016 أثناء افتتاحية البطولة الشتوية للتزحلق الهوائي في كولم لعام 2016 و بذلك تصبح الأغنية الرسمية للبطولة، وقد احتلت الأغنية المركز الأول في قائمة إذاعة آيربلاي.

## أعمالها

### الألبومات
| الألبوم                              | سنة الإصدار | المراكز التي احتله في النمسا |
| ------------------------------------ | ----------- | ---------------------------- |
| تعال مرة واحدة (Komm doch mal rüber) | 2007        | المركز الرابع                |
| لدى صوت (I've Got a Voice)           | 2011        | المركز الثالث                |

### الأغاني الفردية
| الأغنية                           | سنة الإصدار | المراكز التي احتلتها                                            |
| --------------------------------- | ----------- | --------------------------------------------------------------- |
| كل ما تريده (Alles was du willst) | 2007        | -                                                               |
| ماذا نحن (Was wir sind)           | 2007        | -                                                               |
| السر هو الحب (The Secret Is Love) | 2011        | - في النمسا: المركز التاسع - في ألمانيا: المركز الحادي والسبعين |

## وصلات خارجية
- نادين بايلر على موقع IMDb (الإنجليزية)
- نادين بايلر على موقع ميوزك برينز (الإنجليزية)
- نادين بايلر على موقع ديسكوغز (الإنجليزية)
- الموقع الإلكتروني الرسمي لنادين بايلر